# 13. april
13. april je 103. dan leta (104. v prestopnih letih) v gregorijanskem koledarju. Ostaja še 262 dni.

## Dogodki
- 1147 – papež Evgen III. izda papeško bulo Divina dispensatione, s katero odobri križarsko vojno proti Slovanom
- 1204 – z zasedbo Konstantinopla se konča četrta križarska vojna
- 1598 – Henrik IV. Francoski z nantskim ediktom hugenotom zagotovi versko svobodo
- 1912 – drugi dan potovanja Titanika po odprtem morju
- 1919 – v amritsarskem pokolu ubitih 379 Gandhijevih privržencev
- 1941:
  - ZSSR in Japonska podpišeta pakt o nevtralnosti
  - Hitler sporoči smernice o razdelitvi Jugoslavije
- 1943 – Tretji rajh sporoči najdbo grobišča poljskih častnikov v Katinu
- 1945 – Rdeča armada zavzame Dunaj
- 1975 – začetek libanonske državljanske vojne
- 1979 – strmoglavljen Aminov režim v Ugandi
- 2015 - ustanovi se država Liberland

## Rojstva
- 1350 – Margareta III., flandrijska grofica, burgundska grofica (II.), burgundska vojvodinja († 1405)
- 1519 – Katarina Medičejska, francoska kraljica († 1589)
- 1618 – Roger de Bussy-Rabutin, francoski pisatelj († 1693)
- 1648 – Jeanne-Marie Bouvier de la Motte-Guyon, bolj znana kot Madame Guyon, francoska mistikinja († 1717)
- 1735 – Marko Pohlin, slovenski pisatelj, jezikoslovec, avguštinski menih († 1801)
- 1743 – Thomas Jefferson, ameriški državnik, predsednik († 1826)
- 1771 – Richard Trevithick, angleški izumitelj († 1833)
- 1814 – Oroslav Caf, slovenski jezikoslovec († 1874)
- 1881 – Ludwig Binswanger, švicarski psihiater, pisatelj († 1966)
- 1885 – György Lukács, madžarski marksistični filozof in literarni kritik († 1971)
- 1892 – sir Robert Alexander Watson-Watt, škotski fizik († 1973)
- 1899 – Alfred Schütz, avstrijsko-ameriški filozof in sociolog († 1959)
- 1901 – Jacques Lacan, francoski psihoanalitik († 1981)
- 1906 – Samuel Beckett, irski dramatik, nobelovec 1969 († 1989)
- 1920 – Roberto Calvi, italijanski »Božji« bankir († 1982)
- 1922 – Julius Nyerere, tanzanijski politik († 1999)
- 1931 – Dan Gurney, ameriški avtomobilski dirkač
- 1940 – Jean-Marie Gustave Le Clézio, francoski pisatelj, nobelovec 2008
- 1948 – Drago Jančar, slovenski pisatelj, dramatik in esejist
- 1949 – Ricardo Zunino, argentinski avtomobilski dirkač
- 1960 – Rudi Völler, nemški nogometaš
- 1962 – Hillel Slovak, izraelsko-ameriški kitarist († 1988)
- 1963 – Gari Kasparov, ruski šahist in politični aktivist
- 1973 – Gustavo López, argentinski nogometaš
- 1974 – Martin Höllwarth, avstrijski smučarski skakalec
- 1978 – Carles Puyol, španski nogometaš
- 1988 – Anderson Luís de Abreu Oliveira, brazilski nogometaš

## Smrti
- 814 – Krum, bolgarski kan
- 1093 – Vsevolod I, veliki knez Kijeva (* 1030)
- 1113 – Ida Lorenska, grofica Boulogne, svetnica (* 1039)
- 1138 – Simon I., zgornjelorenski vojvoda (* 1076)
- 1178 – Sebastiano Ziani, 39. beneški dož (* 1102)
- 1229 – Ludvik II., bavarski vojvoda, pfalški grof († 1294)
- 1377 – Guillaume de Machaut, francoski pesnik in skladatelj (* 1300)
- 1605 – Boris Godunov, ruski car (* 1589)
- 1635 – Fakhr ed-Dine al Maan II., libanonski emir (* 1572)
- 1695 – Jean de La Fontaine, francoski pesnik, basnopisec (* 1621)
- 1760 – Alaungpaja, burmanski kralj (* 1714)
- 1790 – plemeniti Franc Matej Zorn, prvi meliorator Ljubljanskega barja (* 1731)
- 1853 – Leopold Gmelin, nemški kemik (* 1788)
- 1858 – Ignacij Knoblehar, slovenski misijonar in raziskovalec (* 1819)
- 1882 – Bruno Bauer, nemški teolog, biblicist, filozof in ateist (* 1809)
- 1904 – Vasilij Vasiljevič Vereščagin, ruski slikar (* 1842)
- 1941 – Annie Jump Cannon, ameriška astronomka (* 1863)
- 1944 – Paul-Gustave-Marie-Camille Hazard, francoski zgodovinar, primerjalni književnik (* 1878)
- 1945 – Ernst Cassirer, nemški filozof judovskega rodu (* 1874)
- 2012 – Janez K. Lapajne, slovenski geofizik in seizmolog (* 1937)
- 2013 – Chi Cheng, ameriški glasbenik (* 1970)
- 2014 – Ernesto Laclau, argentinski politolog in zgodovinar (* 1935)